# Aeroportul Maymana
Aeroportul Maymana (IATA: MMZ, ICAO: OAMN) este un aeroport din Afganistan ce deservește zona Maimana. A fost numit după zona deservită.
Situat la o altitudine de 820 m, aeroportul dispune de o singură pistă.